# Kolonia Strzybnik
Kolonia Strzybnik – przysiółek wsi Strzybnik, w Polsce położony w województwie śląskim, w powiecie raciborskim, w gminie Rudnik.
W latach 1975–1998 przysiółek administracyjnie należał do województwa katowickiego.